# بيمان رنجبري
بيمان رنجبري (بالفارسية: پيمان رنجبري) هو لاعب كرة قدم إيراني يلعب لنادي نفط مسجد سليمان.

## روابط خارجية
بيمان رنجبري على موقع Soccerway.com (الإنجليزية)